# Petrocodon scopulorum
Petrocodon scopulorum är en tvåhjärtbladig växtart som först beskrevs av Woon Young Chun, och fick sitt nu gällande namn av Y.Z. Wang. Petrocodon scopulorum ingår i släktet Petrocodon och familjen Gesneriaceae. Inga underarter finns listade i Catalogue of Life.